# Cainotherium
Genre
Espèces de rang inférieur
- † C. renggeri (von Meyer, 1837)
- † C. laticurvatum Geoffroy Saint-Hilaire, 1833
- † C. commune Bravard, 1835
- † C. miocaenicum Crusafont-Pairó et al., 1955
- † C. bavaricum Berger, 1959
- † C. lintillae Baudelot & Grouzel, 1974
- † C. huerzeleri Heizmann, 1983

Synonymes
- † Caenotherium Agassiz, 1846
- † Crinotherium Filhol, 1882
- † Microtherium renggeri von Meyer, 1837
- † C. minimum Bravard, 1835
- † Caenotherium elegans Pomel, 1846 (syn. de C. laticurvatum)
- † C. metopias Pomel, 1851
- † C. laticurvatum ligericum Ginsburg et al., 1985

Cainotherium est un  genre éteint de mammifères artiodactyles de la famille des Cainotheriidae.

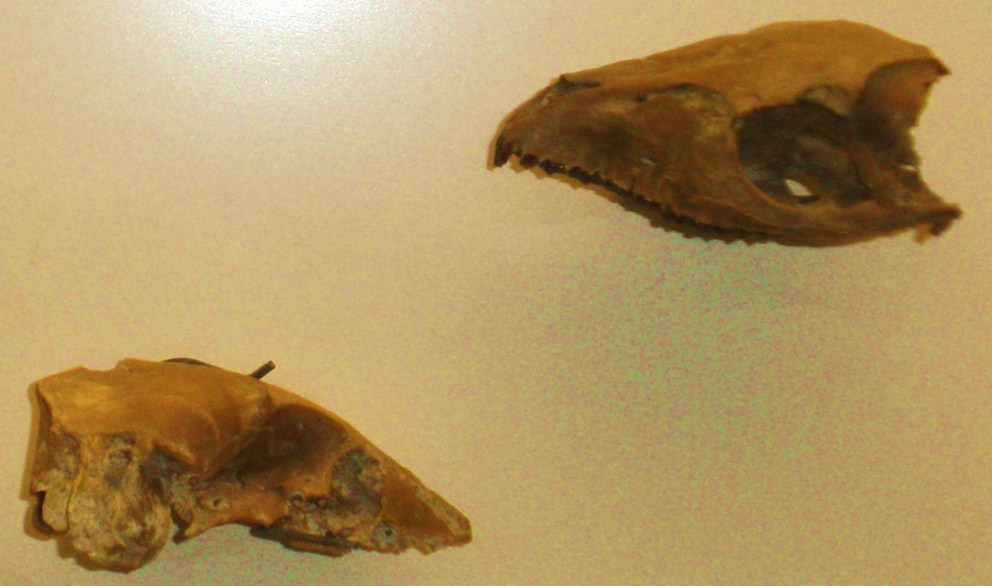
Crâne de Cainotherium laticurvatum.

Les espèces appartenant à ce genre sont trouvées dans des terrains datant de l'Éocène au Miocène, en Europe.